# Nikolaus Fheodoroff
Nikolaus Fheodoroff (* 15. September 1931 in Villach; † 27. August 2011 in Klagenfurt am Wörthersee) war ein österreichischer Komponist, Dirigent, Pianist und Tonmeister.

## Leben
Fheodoroff studierte von 1949 bis 1953 Komposition und Musiktheorie bei Felix Petyrek und Alfred Uhl, Dirigieren bei Hans Swarowsky und Orgel bei Alois Forer an der Universität für Musik und darstellende Kunst Wien sowie Germanistik bei Dietrich Kralik, Hans Rupprich und Wilhelm Meister an der Universität Wien. Er wurde mit der philosophischen Arbeit Wort und Geisteswirklichkeit. Zur Problematik des Denkers Ferdinand Ebner zum Dr. phil. promoviert. Seine Doktorväter waren Leo Gabriel, Friedrich Kainz und Gerhard Schwarz.
Es verband ihn ein enger Kontakt mit den Komponisten Josef Matthias Hauer und Ferdinand Grossmann. Fheodoroff war Lektor für Kirchenmusik der Diözese Gurk. Außerdem war er musikalischer Leiter des ORF-Landesstudios in Kärnten und von 1967 bis 1991 des ORF-Kammerorchesters. Er vergab Kompositionsaufträge an Dieter Kaufmann, Hans-Jörg Scherr, Gerhard Lampersberg, Erich Opitz, Norbert Artner, Gerhard Dallinger, Hans Pleschberger und Günther Antesberger. In den 60er-Jahren war er Aufnahmeleiter bei den Salzburger Festspielen und beim Steirischen Herbst. Er wirkte als Konsulent des Österreichischen Komponistenbundes und Vorstandsmitglied der Internationalen Gesellschaft für Neue Musik. Von 1980 bis 2010 war er Obmann des Musikfestivals Carinthischer Sommer.
Als Dirigent brachte er u. a. die Volksoper (1984) von Dieter Kaufmann und Gert Jonke im Theater an der Wien zur Uraufführung.
1992 wurde er von Kardinal-Großmeister Giuseppe Kardinal Caprio zum Ritter des Päpstlichen Ritterordens vom Heiligen Grab zu Jerusalem ernannt und durch Alois Stöger, Großprior der Statthalterei in Österreich, investiert. Nikolaus Fheodoroff war zuletzt Großoffizier des Ritterordens, und dessen Leitender Komtur der Komturei Klagenfurt von 1994 bis 2005.

## Ehrungen und Auszeichnungen
- Förderungspreis für Musik der Landesregierung Kärnten (1971)
- Goldene Ehrennadel des Kärntner Sängerbundes (1977)
- Kulturpreis des Klubs der Kärntner Abgeordneten der Österreichischen Volkspartei (1980)
- Ritter des Silvesterordens durch Papst Johannes Paul II (1981)
- Walther-von-der-Vogelweide-Medaille in Silber durch Chorverband Österreich (1984)
- Ehrennadel für Verdienste um die Freundschaft der Völker der DDR (1986)
- Österreichisches Ehrenkreuz für Wissenschaft und Kunst (1986)
- Kärntner Sängerbund: Chorleiter-Ehrenzeichen in Gold des Kärntner Sängerbundes (1987)
- Ehrenzeichen in Gold des Chorverbandes Österreich (1988)
- Großes Goldenes Ehrenzeichen des Landes Kärnten (1989)
- Kulturpreis des Landes Kärnten (1990)
- Betetto-Urkunde des Verbandes der Musikschaffenden Sloweniens (1992)
- Investitur in den Ritterorden vom Heiligen Grab zu Jerusalem (1992)
- Walther-von-der-Vogelweide-Medaille in Gold des Chorverbandes Österreich (1998)
- Ehrenurkunde der Stadt Klagenfurt (1998)
- Würdigungspreis der Chorakademie Kärnten (2003)
- Brandstätter-Urkunde des Kärntner Sängerbundes (2006)
- Kärntner Landesorden in Silber (2010)
- Kulturpreis der Stadt Villach (2010)

## Werke
Nikolaus Fheodoroff hat in seinem (eigenhändig erstellten) Werkverzeichnis eine Reihe von Werken in Gruppen zusammengestellt und sie mit Daten (Entstehung, Sätze, Dauer, Besetzung, Verlag, Uraufführung, Verlag) versehen. Dies soll auch hier – wenngleich nur in Auszügen – geschehen.

### Messen und Proprien
- Antiphone zur Ostersonntagsvesper (1952) für 4st. gem. Chor a cappella und mit Orgelbegleitung; lateinisch.
- Proprium zum Pfingstmontag (1953) für 4st. gem. Chor a cappella; lateinisch.
- Lateinisches Ordinarium (1961) für 4st. gem. Chor a cappella.
- Liedsätze zum Kirchenjahr aus dem Gotteslob (1961) für Volksgesang, 1-2st. Schola und Orgel.
- Sätze zu Liedern aus dem Gotteslob (1964) für Kantor, gem. Chor und Orgel
- Deutsche Gesänge für eine Betsingmesse (1965) für Kantor, 4st. gem. Chor, Gemeindegesang und Orgel; 1987 ergänzt (Credo) und revidiert (neue liturgische Texte).
- Proprium zum 19. März, Hl. Josef (1965) für 4st. Männerchor; deutsch.
- Deutsches Amt (1966) für Kantor, 3-4st. Männerschola, Gemeindegesang und Orgel; 1987 revidiert (neue liturgische Texte).
- Deutsche Messgesänge (1966) für Kantor, 4st. gem. Chor, Gemeindegesang und Orgel; 1991 revidiert (neue liturgische Texte).
- Proprium vom Fest der Allerheiligsten Dreifaltigkeit (1966) für 3-4st. Männerchor a cappella; deutsch.
- Heiligenbluter Krippenmesse (1967, Chorsätze von Günther Mittergradnegger): sämtliche Orgelsätze (Vor- und Zwischenspiele).
- Proprium zum 23. Sonntag nach Pfingsten (1968) für gem. Chor a cappella; lateinisch.
- Proprium für den 21. Sonntag nach Pfingsten (1969) für 4st. gem. Chor und Orgel ad libitum; lateinisch.
- Missa Septuaginta (1971) für 4-12st. gem. Chor, obligate Orgel, Pauke und Streicher; Credo nachkomponiert (1975); lateinisch.
- Gurker Festmesse (1972) für Kantor, gem. Chor, Volksgesang, 7 Blechbläser, Streichseptett und Orgel; deutsch.
- Deutsche Messe „O Schöpfer Gott“ (1972) für 4st. gem. Chor a cappella (oder für Volksgesang und Orgel); Text: Kurt Pacher.
- Bearbeitung von Josef Matthias Hauer: Unvollendete Lateinische Messe, op. 46
- Proprium zum 5. Sonntag nach Pfingsten (1973) für 1-4st. gem. Chor a cappella; lateinisch.
- Proprium für Millstatt (17. Juli 1977) für Kantor, gem. Chor, Volksgesang, 4 Blechbläser und Orgel: deutsch.
- Proprium zum 27. Sonntag im Jahreskreis (1981) für gem. Chor a cappella.
- Missa brevis (1981) für 4-8st. gem. Chor und obligate Orgel; lateinisch.
- Proprium für den 27. Sonntag im Jahreskreis (1981) für 4-6st. gem. Chor a cappella; lateinisch.
- Kleine liturgische Kantate (1982) für Kantor, 1st. Volksgesang, 4st. gem. Chor, Blechbläser und Schlagzeug.
- Maria Saaler Weihnachtsmesse (1984) für Kantor, Volksgesang, 1-8st. gem. Chor und obligate Orgel; deutsch, nach altüberlieferten Weihnachtsliedern und Motiven des Gregorianischen Chorals.
- Gurker Festmusik für den Besuch von Papst Johannes Paul II in Gurk am 25. Juni 1988, für Gemeinde, gem. Chor und großes Blasorchester.

### Chor-Orchester-Werke
- Chor der Toten (1951) für 4-7st. gem. Chor, Streichorchester und Pauken; Text: Conrad Ferdinand Meyer.
- Elisabeth von Thüringen (2010), Kammer-Oratorium für Mezzosopran, Tenor, Bass, Sprechstimme, gem. Chor, Orchester und Orgel; Text: Herbert Vogg.

### Orchesterwerke
- Melismen (1969) für Streichorchester.
- Hymne an Klagenfurt (1980) für Blaskapelle.
- Musik für Orchester (1970); überarbeitet 1987.
- Bearbeitung von Josef Matthias Hauer: II. Zwölftönespiel für Orchester.
- Divertimento (1975) für Bläserquintett, Cembalo und Streichorchester.
- Drei Sätze für Streichorchester und Pauke ad lib. (1975).
- Kärntner Landeshymne „Dort wo Tirol ...“ für sinfonisches Orchester (1981).
- Kärntner Festmusik (1991) für großes Blasorchester.

### Konzerte
- Bearbeitung von Josef Matthias Hauer: Violinkonzert, op. 54
- Horae – Konzert für Orgel und Orchester (1974); Kompositionsauftrag des Landes Kärnten.
- Konzert für Orgel und Orchester „Te Deum laudamus“ (1986); Kompositionsauftrag des Gurker Diözesanbischofs Dr. Egon Kapellari.
- Konzert für Violine, Streichorchester und Pauken (1994)

### Kammermusik
- Satz für Streichquartett (1952).
- Zwölftonspiel für Violine und Klavier (1956).
- Zwölftonspiel für Flöte, Bratsche und Cembalo (1960).
- Hornruf für Hornquartett (1967).
- Kärntner Fanfare zum Bundesjugendsingen 1971 für je zwei Trompeten, Hörner und Posaunen.
- Drei Zwölftonspiele für 3 Violinen und Gitarre (1968).
- Streichquartett in zwei Sätzen (1971).
- „... Über die Schulter geschaut ...“ (1978), Szenen mit parodistischem Einschlag für Kammerensemble.
- Sieben Miniaturen für Bläserquintett (1979/80).
- Kärntner Heimatlied „Dort wo Tirol ...“ für Bläserquintett (1980).
- Vier Variationen über ein Thema (Kärntner Heimatlied) für Bläserquintett (1982).
- Canzone für 9 Blechbläser und Schlagzeug in Rondoform (1983).
- Malinconia für Gitarre solo (1986).
- Das H.&H.-Lied (Hemma- und Heimatlied) für sechs Blechbläser (zum Auftakt des Hemma-Jubiläums 1987)
- Elemente (1989) für Quintett (Flöte, Violine, Viola, Violoncello, Klavier).
- Lobisseriana, Suite für Streicher (1991).

### Klavier
- Zwölftonspiel für Klavier zu zwei Händen (1954); Farbtest.
- Zwölftonspiel für Klavier zu zwei Händen (1954): Thema, Präludium, Fuge.
- Studie für Klavier (1959) über metrische und rhythmische Verhältnisse in monodisch-homophoner Dodekaphonie (mit einer Reihe aus Gerhard Lampersbergs Trio).
- Zwölftonspiel für Klavier zu 2 Händen (1960).
- Zwölftonspiel für Klavier zu 2 Händen (1969); Thema, Fuge.

### Orgelwerke
- Präludium und Fuge für Orgel (1952).
- Zwölftonspiel für Orgel (1956).
- Dialoge für Trompete und Orgel (1973).
- Capriccio für Orgelpositiv (1974).
- Organum ’79.
- Rhapsodie für Flöte und Orgel (1987).
- Drei Orgelsätze zur Passion (1988).

### Chorwerke
- Psalm 123, Vers 7 (1953) für gem. Chor a cappella; lateinisch.
- In heller Nacht (1957), ein homo-polyphoner Chor für gem. Stimmen; Worte von Martin Heidegger; Neufassung: Zwölftonspiel für gem. Chor a cappella (1977)
- Das ewige Bauernland (1962) für 4-5st. gem. Chor a cappella; Text: Josef Georg Oberkofler.
- Fahnenlied (1962) für 4st. gem. Chor a cappella; Text: Helmut Scharf.
- „... unvergänglich ...“ (1966) für gem. Chor a cappella; Text: Samuel Beckett.
- Bearbeitung von Franz Schubert: Tres sunt (D 181) für gem. Chor und Orgel (1978).
- Psalm 117 (1983) für gem. Chor und Orgel.
- Nationalparkhymne (1987) für (a) 4st. gem. Chor a cappella und (b) 4st. Männerchor a cappella; Text: Hanna Heinz-Erian.
- Friede – ein Wort. Nur ein Wort? (1987), Motette für 12st. gem. Chor a cappella; Text: das Wort Friede in 18 Sprachen.
- Die neue Hymne (1987) für gem. Chor und 4 Blechbläser; Text und Melodie: Günter Hager.
- Aus meinem Schälchen (2007) für gem. Chor; Text: Christine Lavant.

### Lieder
- Der Tod (1956) für Tenor (Sopran) und Klavier nach einem unbekannten altägyptischen Dichter.
- Die ferne Laute (1957) für hohe Stimme, Flöte und Laute/Gitarre/Cembalo; Text: Li Tai Po.
- Die Eulen (1957) für Bassbariton und Klavier: Text: Charles Baudelaire, deutsch: Stefan George.
- Drei Lieder (1963) für Tenor (Sopran) und Klavier nach Gedichten von Juan Ramon Jimenez (Deutsch: Hans Leopold Davi).
- Drei Lieder (1971) für Tenor und Klavier nach Gedichten von Hans Magnus Enzensberger.